# Петропавловское (Ярославская область)
Петропавловское — село в Некрасовском районе Ярославской области, входит в состав сельского поселения Красный Профинтерн, относится к Боровскому сельскому округу.

## География
Расположено близ берега реки Келноть в 9 км к северо-востоку от центра поселения посёлка Красный Профинтерн.

## История
В XVI—XVIII веках село было в составе Городского стана Ярославского уезда Замосковного края.
В писцовых книгах 1627—1629 годов записано, что «Село Петровское на реке Келноти состоит за князем Никитою Михайловичем Борятинским, в поместье вдовой княгини Ирины Борятинской и жеребей того же села за князем Сименом Борятинским, а в селе церковь во имя святых верховных Апостолов Петра и Павла, древяна, в церкви образы и книги и свечи и ризы и сосуды церковные и на колокольнице колокола и всякое церковное строение приходских людей, на церковной земле поп Фома Оникиев, дьячок, пономарь, просфирница и пять келей нищих, питаются от церкви Божии. Пашни церковные паханые в полях сорок пять четвертей».
С 1777 года село в составе Даниловского уезда Ярославской губернии.
Кирпичная церковь с четырехъярусной колокольней в селе была построена в 1802 году и имела приделы: Святых Апостолов Петра и Павла, Введенский и Тихона Амафунтского.
В конце XIX — начале XX века село входило в состав Петропавловской волости Даниловского уезда Ярославской губернии.
С 1929 года село входило в состав Заболотского сельсовета Боровского района, с 1938 года — в составе Некрасовского района, с 1954 года — в составе Кресцовского сельсовета, в 1990-е годы — в составе Боровского сельсовета, с 2005 года — в составе сельского поселения Красный Профинтерн.

## Население
| 1859 | 1914 | 2002 | 2007 | 2010 |
| ---- | ---- | ---- | ---- | ---- |
| 248  | ↗311 | ↘5   | ↗6   | ↘4   |

## Достопримечательности
В селе расположена действующая церковь Петра и Павла (1802).